# Färjan
Färjan är en dokumentärserie om livet ombord på kryssningsfärjan M/S Viking Cinderella. Programmen sändes på Kanal 5 under hösten 2008 samt våren och hösten 2009 och producerades av Metronome-ägda Stockholm-Köpenhamn (STO-CPH). Sommaren 2012 spelades en fjärde säsong av serien in, vilket sändes återigen på Kanal5 med start den 20 augusti samma år. Utan inräknade pauser (tre stycken) är varje avsnitt ca 45 minuter långt. Eftersom serien spelas in på ett av Viking Lines fartyg, får Kanal 5 ekonomiskt stöd av dessa. Viking Line upplevde under och efter programmen sändes en "Färjan-effekt", dvs. att serien lockade många att åka på kryssning. Andra båtbolag upplevde dock inte samma effekt.
Både innan och efter de första avsnitten sänts uppstod en mindre folkstorm då folk som syntes i bild ville bli censurerade, mestadels beroende på otrohet mot partner.

## Medverkande (anställda)

### Huvudmedverkande
- Bartendern/nöjeskonsulten Håkan (säsong 1–4)
- Kocken Glenn (säsong 1–3)
- Servitören Alfonso (säsong 2–4)
- Fartygsvärden Anita (säsong 1–3)
- Underhållaren Per (säsong 1–4)
- Kapten Jan-Tore (säsong 1–4)

### Övriga medverkande
- Kallskänkan Marie (säsong 2–4)
- Kocken Kim (säsong 4)
- Kryssningsvärden Nova (säsong 4)
- Taxfreeförsäljaren Martin (säsong 4)
- VIP-värden Jimmy (säsong 4)
- Kryssningsvärden Andreas (säsong 3)
- Taxfreeförsäljaren Annika (säsong 3)
- Nattstäderskan Christina (säsong 2)
- Chefsmaskinisten Lars-Erik (säsong 1)
- Kryssningsvärden Johanna (säsong 1 & 2)
- Vikarien Parisa (säsong 1)
- Receptionisten Helena (Säsong 1 &2)

Fotnot 1: Under episoderna medverkader även andra anställda personer i serien, även om dessa inte stod med i eftertexterna. Varje avsnitt följder dessutom ett antal passagerare som valt att åka med Cinderella. Även vissa musikband, kända personer m.fl. som åkte med Cinderella när serien spelades in medverkar i vissa avsnitt.

Fotnot 2: Vissa personer som nämns ovan har medverkat i någon/några tidigare säsong/er men inte stått med i förtexterna. 

## Säsongerna
Under hösten 2008 samt våren och hösten 2009 sändes de första tre säsongerna, varvid programmet tog en paus på fyra år. Dessa säsonger spelades in under sommaren 2008 (säsong 1), vintern 2009 (säsong 2) och sommaren 2009 (säsong 3). Den fjärde säsongen spelas in från april fram till sommaren 2012.

### Säsong 1
Den första säsongen av "Färjan" sändes på måndagar mellan den 29 september och 1 december 2008. 
| Ep# | Sändningsdatum | Tittarsiffror |
| --- | -------------- | ------------- |
| 1   | 29 september   | 554 000       |
| 2   | 6 oktober      | 664 000       |
| 3   | 13 oktober     | 579 000       |
| 4   | 20 oktober     | 539 000       |
| 5   | 27 oktober     | 505 000       |
| 6   | 3 november     | 548 000       |
| 7   | 10 november    | 588 000       |
| 8   | 17 november    | 502 000       |
| 9   | 24 november    | 502 000       |
| 10  | 1 december     | 486 000       |

### Säsong 2
Den andra säsongen av "Färjan" sändes på måndagar mellan den 30 mars och 1 juni 2009. 
| Ep# | Sändningsdatum | Tittarsiffror |
| --- | -------------- | ------------- |
| 1   | 30 mars        | 529 000       |
| 2   | 6 april        | 449 000       |
| 3   | 13 april       | 614 000       |
| 4   | 20 april       | 535 000       |
| 5   | 27 april       | 408 000       |
| 6   | 4 maj          | 511 000       |
| 7   | 11 maj         | 527 000       |
| 8   | 18 maj         | 462 000       |
| 9   | 25 maj         | 331 000       |
| 10  | 1 juni         | 508 000       |

### Säsong 3
Den tredje säsongen av "Färjan" sändes på måndagar mellan den 7 september och 26 oktober 2009.  
| Ep# | Sändningsdatum       | Tittarsiffror        |
| --- | -------------------- | -------------------- |
| 1   | 7 september          | 416 000              |
| 2   | 14 september         | 421 000              |
| 3   | 21 september         | 432 000              |
| 4   | 28 september         | 340 000              |
| 5   | 5 oktober            | 359 000              |
| 6   | 12 oktober           | 380 000              |
| 7   | 19 oktober           | 465 000              |
| 8   | 26 oktober           | 404 000              |
| 9*  | Sändes aldrig på TV. | Sändes aldrig på TV. |

Fotnot: Det nionde avsnittet gick under namnet Färjan Special som visade de bästa klippen från de tre gångna säsongerna. Programmet sändes endast på Kanal 5:s webbplay.

### Säsong 4
Den fjärde säsongen av "Färjan" sändes på måndagar mellan den 20 augusti och 22 oktober 2012.
| Ep# | Sändningsdatum | Tittarsiffror |
| --- | -------------- | ------------- |
| 1   | 20 augusti     | 296 000       |
| 2   | 27 augusti     | 280 000       |
| 3   | 3 september    | 240 000       |
| 4   | 10 september   | 234 000       |
| 5   | 17 september   | 226 000       |
| 6   | 24 september   | 263 000       |
| 7   | 1 oktober      | 256 000       |
| 8   | 8 oktober      | 261 000       |
| 9   | 15 oktober     | 230 000       |
| 10  | 22 oktober     | 217 000       |